# Kletorologion
Das Klētorologion des Philotheos (altgriechisch Κλητορολόγιον) ist die längste und wichtigste byzantinische Auflistung aller Ämter und Ränge am kaiserlichen Hof (Taktika). Es wurde im September 899 während der Herrschaft des Kaisers Leo VI. (Regentschaft 886–912) vom ansonsten unbekannten Prōtospatharios und Atriklinēs Philotheos publiziert. Als atriklinēs war Philotheos verantwortlich für das Willkommenheißen der Gäste während der kaiserlichen Bankette (Klētoria) und für das Geleiten zu deren richtigem Sitzplatz im Einklang mit der kaiserlichen Hierarchie. Im Vorwort seines Werkes weist er darauf hin, dass er die Arbeit als „präzises Exposé der kaiserlichen Sitzordnung, vom Namen und Rang jedes Titels, im Einklang mit älteren klētorologia“ geschaffen hat.

## Abschnitte
Philotheos Werk ist uns nur als Addendum innerhalb der letzten Kapitel (52–54) eines späteren Werks zum selben Thema überliefert, bekannt als De ceremoniis von Kaiser Konstantin Porphyrogennetos (Regentschaft 913–959). Es ist in vier Abschnitte unterteilt:
- Abschnitt I ist die Einleitung und gibt einen kurzen Überblick über alle Ämter und Titel im Byzantinischen Reich, die in vier Kategorien unterteilt werden: Rangstufen für „Bartträger“ (d. h. keine Eunuchen), große Staatsämter, kleine Ämter der kaiserlichen Bürokratie, Rangstufen für Eunuchen und wichtige Staatsämter, die für Eunuchen reserviert waren.[5]

- Abschnitt II und III enthalten die Reihenfolge, in der die Würdenträger beim kaiserlichen Bankett begrüßt werden. Abschnitt II nennt die wichtigsten von ihnen, welche das Recht hatten an des Kaisers Tafel zu sitzen, während Abschnitt III sich mit mittleren und geringeren Beamten befasst wie mit den Botschaftern der Patriarchate (Rom, Antiochien und Jerusalem) sowie ausländischen Würdenträgern (Arabern, Bulgaren und Deutsche).[3][6]

- Abschnitt IV ist der längste Textabschnitt. Er richtet sich an die höfischen atriklinēs und gibt Anweisungen, wie die kaiserlichen Bankette arrangiert werden sollen, beginnend mit dem zu Weihnachten. Es enthält auch zwei weitere Memoranda, eines über die Aufmerksamkeiten, die ein byzantinischer Kaiser anlässlich der Bankette den verschiedenen Würdenträgern zuteilwerden lassen sollte, das andere über das Gehalt der atriklinai.[3][6]

- Ein weiterer kurzer Abschnitt (Kapitel 54 von De Ceremoniis) beschreibt die kirchlichen Ämter und deren Rangfolge und beinhaltet auch Notitia Episcopatuum des Pseudo-Epiphanius, eine Liste der bischöflichen Diözesen.[3]